# Pasărea (okręg Ilfov)
Pasărea – wieś w Rumunii, w okręgu Ilfov, w gminie Brănești. W 2011 roku liczyła 1325 mieszkańców.